# Pedro Manuel de Ataíde
Pedro Manuel de Ataíde (m. Madrid, 26 de Agosto de 1628) foi um nobre português, 2.º conde da Atalaia, desde 1624 até à sua morte.
Serviu em 1591 na Índia, em 1600 foi capitão-mor de uma armada que guardou as costas daquela região e foi governador de Sofala. Regressou a Portugal em 1621 e foi nomeado vice-rei ou governador do Algarve e mais tarde governador capitão-general de Tânger, onde residiu. Em 1626 foi-lhe confiada a defesa de grande parte do reino, pelo receio de uma invasão.

## dados genealógicos
Casou com D. Maria de Meneses, filha de D. Álvaro de Meneses, alcaide-mor de Arronches. 
Dela, teve a seguinte descendência:
- António Manuel de Ataíde (m. 1643), 3.º conde de Atalaia. Casou com D. Maria Filipa de Távora de Meneses, filha de D. João de Meneses, comendador de Valada, sem descendência. Foi sucedido pelo irmão na Casa de Atalaia mas não no condado.
- Francisca
- Álvaro Manuel (m. 1686), senhor de Tancos, Cisneiro e Águias, de Atalaia. Casou com D. Inês de Lima e Távora, filha de D. Álvaro Pires de Távora, senhor do morgado da Caparica. Tiveram um filho, D. Luís Manuel de Távora, que foi o 4.º conde de Atalaia e duas filhas, D. Francisca e D. Maria Madalena de Noronha (m. 1707), casada com António Luís de Sousa, marquês das Minas.